# Giải vô địch bóng đá nữ châu Á 1989
Giải vô địch bóng đá nữ châu Á 1989 diễn ra tại Hồng Kông từ 18 tháng 12 đến 29 tháng 12 năm 1989. Đội tuyển vô địch là Trung Quốc sau khi đánh bại Trung Hoa Đài Bắc trong trận chung kết.

## Vòng bảng

### Bảng A
| Đội               | Tr | T | H | B | BT | BB | HS  | Đ |
| ----------------- | -- | - | - | - | -- | -- | --- | - |
| Trung Quốc        | 3  | 3 | 0 | 0 | 8  | 2  | +6  | 6 |
| Đài Bắc Trung Hoa | 3  | 2 | 0 | 1 | 8  | 2  | +6  | 4 |
| CHDCND Triều Tiên | 3  | 1 | 0 | 2 | 6  | 7  | −1  | 2 |
| Thái Lan          | 3  | 0 | 0 | 3 | 1  | 12 | −11 | 0 |

| Trung Quốc     | 1 – 0 | Đài Bắc Trung Hoa |
| -------------- | ----- | ----------------- |
| Ngô Vĩ Anh 30' |       |                   |

| Trung Quốc                                              | 4 – 1 | CHDCND Triều Tiên |
| ------------------------------------------------------- | ----- | ----------------- |
| Ngô Vĩ Anh 19', 38' · Trương Nham 35' · Lưu Ái Linh 66' |       | Chu Jong-Ae 29'   |

| Đài Bắc Trung Hoa | 5 – 0 | Thái Lan |
| ----------------- | ----- | -------- |
|                   |       |          |

| Trung Quốc                                         | 3 – 1 | Thái Lan            |
| -------------------------------------------------- | ----- | ------------------- |
| Ôn Lợi Dung 36' · Ngô Vĩ Anh 62' · Trương Nham 70' |       | Kridsanachandee 34' |

| Đài Bắc Trung Hoa                          | 3 – 1 | CHDCND Triều Tiên |
| ------------------------------------------ | ----- | ----------------- |
| Shien Su-Jean 24', 55' · Chen Pau-Tsai 77' |       | Yang Mi-Gyong 30' |

| CHDCND Triều Tiên | 4 – 0 | Thái Lan |
| ----------------- | ----- | -------- |
|                   |       |          |

### Bảng B
| Đội       | Tr | T | H | B | BT | BB | HS  | Đ |
| --------- | -- | - | - | - | -- | -- | --- | - |
| Nhật Bản  | 3  | 3 | 0 | 0 | 28 | 0  | +28 | 6 |
| Hồng Kông | 3  | 1 | 1 | 1 | 3  | 3  | 0   | 3 |
| Indonesia | 3  | 1 | 1 | 1 | 8  | 11 | −3  | 3 |
| Nepal     | 3  | 0 | 0 | 3 | 0  | 25 | −25 | 0 |

| Hồng Kông                                         | 3 – 0 | Nepal |
| ------------------------------------------------- | ----- | ----- |
| Cherry Tsui Sau-King 14', 67' · Ngô Phụng Văn 77' |       |       |

| Nhật Bản                                                                                     | 11 – 0 | Indonesia |
| -------------------------------------------------------------------------------------------- | ------ | --------- |
| Nagamine 1', 16', 54', 59' · Tezuka 5', 79' · Handa 11' · Takakura 18', 51', 71' · Kioka 33' |        |           |

| Indonesia | 8 – 0 | Nepal |
| --------- | ----- | ----- |
|           |       |       |

| Nhật Bản                            | 3 – 0 | Hồng Kông |
| ----------------------------------- | ----- | --------- |
| Nagamine 4' · Yamada 48' · Noda 70' |       |           |

| Nhật Bản | 14 – 0 | Nepal |
| -------- | ------ | ----- |
|          |        |       |

| Hồng Kông | 0 – 0 | Indonesia |
| --------- | ----- | --------- |
|           |       |           |

## Vòng đấu loại trực tiếp
|  | Bán kết           | Bán kết           |               |   | Chung kết | Chung kết |
|  |                   |                   |               |   |           |           |
|  | 26 tháng 12       |                   |               |   |           |           |
|  |                   |                   |               |   |           |           |
|  | Trung Quốc        | 7                 |               |   |           |           |
|  | Trung Quốc        | 7                 | 29 tháng 12   |   |           |           |
|  | Hồng Kông         | 0                 |               |   |           |           |
|  | Hồng Kông         | 0                 | Trung Quốc    | 1 |           |           |
|  | 26 tháng 12       |                   | Trung Quốc    | 1 |           |           |
|  |                   | Đài Bắc Trung Hoa | 0             |   |           |           |
|  | Nhật Bản          | Đài Bắc Trung Hoa | 0             | 0 |           |           |
|  | Nhật Bản          |                   |               | 0 |           |           |
|  | Đài Bắc Trung Hoa | 1                 |               |   |           |           |
|  | Đài Bắc Trung Hoa | 1                 | Tranh hạng ba |   |           |           |
|  |                   |                   |               |   |           |           |
|  | 29 tháng 12       |                   |               |   |           |           |
|  |                   |                   |               |   |           |           |
|  | Nhật Bản          | 9                 |               |   |           |           |
|  | Nhật Bản          | 9                 |               |   |           |           |
|  | Hồng Kông         | 0                 |               |   |           |           |

### Bán kết
| Trung Quốc                                      | 7 – 0 | Hồng Kông |
| ----------------------------------------------- | ----- | --------- |
| Trương Nham 5 bàn · Lưu Ái Linh · Tôn Khánh Mai |       |           |

| Nhật Bản | 0 – 1 | Đài Bắc Trung Hoa |
| -------- | ----- | ----------------- |
|          |       | Chu Đài Anh 10'   |

### Tranh hạng ba
| Nhật Bản                                               | 9 – 0 | Hồng Kông |
| ------------------------------------------------------ | ----- | --------- |
| Kioka 4 bàn (3 pen) · Handa 3 bàn · Watanabe · Matsuda |       |           |

### Chung kết
| Trung Quốc | 1 – 0 | Đài Bắc Trung Hoa |
| ---------- | ----- | ----------------- |
| Mã Lợi 23' |       |                   |